# Heffa Schücking
Heffa Schücking là nhà bảo vệ môi trường người Đức.
Bà đã đoạt Giải Môi trường Goldman năm 1994, cho công trình bảo vệ các rừng mưa.